# Soldatenkeizers

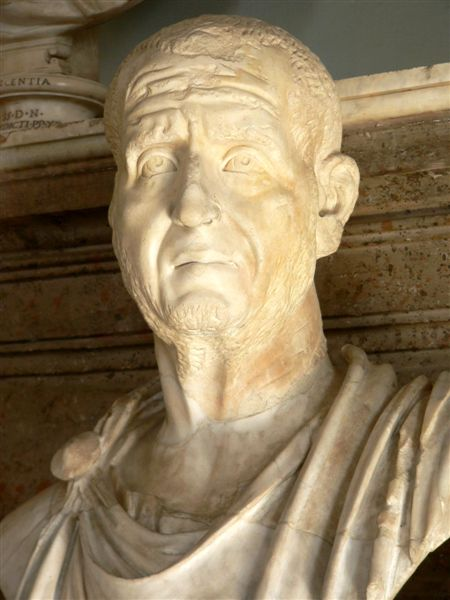
Decius liet zich meestal afbeelden in soldatenuitrusting

De soldatenkeizers (235-285) waren de keizers die als commandant door hun veelal opstandige legioenen tot keizer waren uitgeroepen tijdens de Romeinse crisis van de 3e eeuw. Deze keizers volgden elkaar snel op; velen werden al kort na hun verkiezing door handlangers van rivalen vermoord. Vaak waren ze ook druk bezig de grenzen van het Imperium Romanum te verdedigen, waardoor ze zelden in Rome waren gedurende hun (meestal korte) regering. Een aantal van hen stierf op het slagveld (in het harnas), maar in veel gevallen werd de macht geüsurpeerd door andere legeraanvoerders, die meenden het rijk beter te kunnen verdedigen dan de zittende soldatenkeizer.
Het was pas onder Aurelianus dat het rijk zich kon herstellen.

## Lijst van soldatenkeizers
| Keizer                              | Volledige naam                                           | Regering                | Bijzonderheden |
| vroege soldatenkeizers              | vroege soldatenkeizers                                   | vroege soldatenkeizers  | vroege soldatenkeizers |
| ----------------------------------- | -------------------------------------------------------- | ----------------------- | --- |
| Maximinus Thrax                     | Gaius Iulius Verus Maximinus Thrax                       | 235–238                 | eerste soldatenkeizer, door zijn eigen troepen vermoord                                                                                             |
| Magnus                              | (? Gaius Petronius) Magnus                               | 235                     | tegenkeizer, omgebracht |
| Quartinus                           | onbekend                                                 | 235                     | tegenkeizer, vermoord |
| Gordianus I                         | Marcus Antonius Gordianus Sempronianus Romanus Africanus | 238 (het zeskeizerjaar) | regeert slechts 20 dagen lang, pleegt zelfmoord |
| Gordianus II                        | Marcus Antonius Gordianus Sempronianus Romanus           | 238                     | regeert slechts 20 dagen lang, gesneuveld |
| Pupienus                            | Marcus Clodius Pupienus Maximus                          | 238                     | regeert met Balbinus, door de pretorianen vermoord                                                                                                  |
| Balbinus                            | Decimus Caelius Calvinus Balbinus                        | 238                     | regeert met Pupienus, door de pretorianen vermoord                                                                                                  |
| Gordianus III                       | Marcus Antonius Gordianus                                | 238–244                 | sterft op onduidelijke wijze tijdens een veldtocht tegen de Perzen                                                                                  |
| Sabinianus                          | (? Marcus Asinius) Sabinianus                            | 240                     | tegenkeizer in Africa, vermoedelijk omgebracht |
| Philippus Arabs                     | Marcus Iulius Philippus                                  | 244–249                 | begint de Duizendjaarfeesten van Rome, gesneuveld                                                                                                   |
| Philippus Caesar                    | Marcus Iulius Severus Philippus                          | 247–249                 | zoon en medekeizer van Philippus Arabs, vermoord |
| Iotapianus                          | Marcus F(ulvius?) Ru(fus?) Iotapianus                    | 248                     | tegenkeizer in het oosten, door zijn eigen troepen gedood                                                                                           |
| Pacatianus                          | Tiberius Claudius Marinus Pacatianus                     | 249                     | tegenkeizer aan de Donau, door zijn eigen troepen vermoord                                                                                          |
| Silbannacus                         | Mar. Silbannacus                                         | onduidelijk             | tegenkeizer in Germanië, door Decius belegerd |
| Sponsianus                          | onbekend                                                 | onduidelijk             | tegenkeizer, enkel van waarschijnlijk vervalste munten gekend. Indien hij bestaan heeft kan hij mogelijk ook tegenkeizer van Galienus zijn geweest. |
| Decius                              | Gaius Messius Quintus Traianus Decius                    | 249–251                 | gesneuveld in de strijd tegen de Goten |
| Priscus                             | Gaius Iulius Priscus                                     | 249–252                 | tegenkeizer in het oosten, broer van Philippus Arabs                                                                                                |
| Licinianus                          | Iulius Valens Licinianus                                 | 250                     | door de senaat gesteunde tegenkeizer |
| Herennius Etruscus                  | Quintus Herennius Etruscus Messius Decius                | 251                     | zoon en medekeizer van Decius, gesneuveld |
| Hostilianus                         | Gaius Valens Hostilianus Messius Quintus                 | 251                     | zoon van Decius, medekeizer van Trebonianus Gallus; sterft aan de pokken                                                                            |
| Trebonianus Gallus                  | Gaius Vibius Trebonianus Gallus                          | 251–253                 | door zijn eigen troepen vermoord |
| Volusianus                          | Gaius Vibius Afinius Gallus Veldumnianus Volusianus      | 251–253                 | medekeizer van zijn vader Trebonianus Gallus, vermoord                                                                                              |
| Aemilianus                          | Marcus Aemilius Aemilianus                               | 253                     | door zijn eigen troepen vermoord |
| Valerianus                          | Publius Licinius Valerianus                              | 253–260                 | wordt door de Sassaniden gevangengenomen |
| Uranius Antoninus                   | Lucius Iulius Aurelius Sulpicius Uranius Antoninus       | 253/254                 | tegenkeizer in Syrië |
| Cyriades of Mareades                | onbekend                                                 | onduidelijk             | tegenkeizer in het oosten, omgebracht |
| Gallienus                           | Publius Licinius Egnatius Gallienus                      | 253–268                 | zoon van Valerianus; door officieren vermoord |
| Saloninus                           | Publius Licinius Cornelius Saloninus                     | 260                     | zoon van Gallienus; vermoord door Postumus |
| Ingenuus                            | Titus Fulvius Iunius Ingenuus                            | 260                     | tegenkeizer in Pannonia, doodsoorzaak is onduidelijk                                                                                                |
| Regalianus                          | Publius C(assius?) Regalianus                            | 260                     | tegenkeizer aan de Donau, door zijn eigen troepen gedood                                                                                            |
| Macrianus Minor                     | Titus Fulvius Iunius Macrianus                           | 260/261                 | tegenkeizer in het oosten, vermoord |
| Quietus                             | Titus Fulvius Iunius Quietus                             | 260/261                 | tegenkeizer in het oosten, door de bevolking gedood                                                                                                 |
| Balista                             | Callistus                                                | 261                     | Ondersteuner van de Macriani, door Odaenathus vermoord                                                                                              |
| Piso (usurpator)                    | onbekend                                                 | 261                     | tegenkeizer, door de troepen van Valens Thessalonicus gedood                                                                                        |
| Valens Thessalonicus                | Valens Thessalonicus                                     | 261                     | tegenkeizer in Griekenland, door zijn eigen troepen gedood                                                                                          |
| Memor (usurpator)                   | onbekend                                                 | 261/262                 | Ondersteuner van de Macriani, omgebracht |
| Mussius Aemilianus                  | Lucius Mussius Aemilianus                                | 261/262                 | Ondersteuner van de Macriani, omgebracht |
| Aureolus                            | onbekend                                                 | 268                     | tegenkeizer in Milaan, door de pretorianen gedood                                                                                                   |
| Celsus                              | onbekend                                                 | onduidelijk             | tegenkeizer in Africa, mogelijk fictief |
| Trebellianus                        | onbekend                                                 | onduidelijk             | tegenkeizer in Klein-Azië, mogelijk fictief |
| keizer van het Gallische keizerrijk |                                                          |                         | |
| Postumus                            | Marcus Cassianus Latinius Postumus                       | 260–269                 | door zijn eigen troepen vermoord |
| Laelianus                           | Ulpius Cornelius Laelianus                               | 269                     | tegenkeizer, door zijn eigen troepen gedood |
| Marius                              | Marcus Aurelius Marius                                   | 269                     | door zijn eigen soldaten vermoord |
| Victorinus                          | Marcus Piav(v)onius Victorinus                           | 269–271                 | verloor Spanje, door een officier vermoord |
| Domitianus                          | onbekend                                                 | 271                     | is slechts enkele dagen tegenkeizer |
| Tetricus I                          | Gaius Pius Esuvius Tetricus                              | 271–274                 | door Aurelianus belegerd en afgezet |
| Tetricus II                         | Gaius Pius Esuvius Tetricus                              | 273–274                 | medekeizer van zijn vader Tetricus I |
| Late soldatenkeizers                |                                                          |                         | |
| Claudius Gothicus                   | Marcus Aurelius Claudius Gothicus                        | 268–270                 | verslaat de Goten, sterft aan de pest |
| Censorinus                          | onbekend                                                 | 269/270                 | tegenkeizer, mogelijkerwijze fictief |
| Quintillus                          | Marcus Aurelius Claudius Quintillus                      | 270                     | pleegt na 77 dagen zelfmoord |
| Aurelianus                          | Lucius Domitius Aurelianus                               | 270–275                 | herstelt de rijkseenheid (Restitutor Orbis), vermoord                                                                                               |
| Vabalathus                          | Lucius Iulius Aurelius Septimius Vaballathus Athenodorus | 270–272                 | tegenkeizer in het oosten, zoon van Zenobia |
| Felicissimus                        | onbekend                                                 | 271                     | tegenkeizer in Rome, in de strijd gevallen |
| Septimius                           | onbekend                                                 | 271                     | tegenkeizer in Dalmatië, door zijn eigen troepen gedood                                                                                             |
| Urbanus                             | onbekend                                                 | 271/272                 | tegenkeizer, door de troepen van Aurelianus gedood                                                                                                  |
| Firmus                              | onbekend                                                 | 272                     | ondersteuner van Zenobia, omgebracht |
| Florianus                           | Marcus Annius Florianus                                  | 276                     | broer van Tacitus, door zijn eigen troepen vermoord                                                                                                 |
| Probus                              | Marcus Aurelius Probus                                   | 276–282                 | door ontevreden soldaten vermoord |
| Saturninus                          | Iulius Saturninus                                        | 280                     | tegenkeizer in Egypte, door zijn eigen troepen vermoord                                                                                             |
| Bonosus                             | onbekend                                                 | 281                     | tegenkeizer aan de Rijn, pleegt zelfmoord |
| Proculus                            | onbekend                                                 | 281                     | tegenkeizer in Gallië, omgebracht |
| Carus                               | Marcus Aurelius Carus                                    | 282/283                 | op veldtocht in Perzië door de bliksem getroffen |
| Carinus                             | Marcus Aurelius Carinus                                  | 283–285                 | door een officier vermoord |
| Numerianus                          | Marcus Aurelius Numerius Numerianus                      | 283/284                 | medekeizer, door de praefecti praetorio vermoord |
| Julianus I                          | Marcus Aurelius Sabinus Iulianus                         | 284/285                 | tegenkeizer in Italië, ten val gebracht |
| Keizer                              | Volledige naam                                           | Regering                | Bijzonderheden |